# James Gibbons
James Gibbons (Baltimore, 23 de julio de 1834-Baltimore, 24 de marzo de 1921) fue un cardenal y arzobispo estadounidense de la Iglesia católica. Es recordado por lograr que la iglesia católica fuera parte integral de la vida de los Estados Unidos, ayudando a consolidar organizaciones católicas, como colegios y universidades.

## Biografía

### Infancia y educación
Cuarto de seis hijos, James Gibbons fue hijo de Thomas Gibbons y Bridget Walsh. Sus padres eran originarios del condado irlandés de Mayo y se establecieron en Estados Unidos luego de ser emigrantes en Canadá. Después de haber enfermado de tuberculosis en 1839, el padre regresó con su familia a su nativa Irlanda, en donde creía que con el aire encontraba beneficio. En Irlanda se instaló, Thomas, con su familia en una granja, cerca de Westport, en Ballinrobe, donde administró una tienda de comestibles, mientras que el joven James asistía a una escuela privada, donde tenía gran afición por la literatura inglesa. El padre falleció en 1847, cuando James tenía 13 años, y la madre decidió volver a Estados Unidos con sus hijos en 1853, afincándose en Nueva Orleans, Luisiana.
En Nueva Orleans, James obtuvo un empleo donde su jefe, William C. Raymond, pronto se encariñó con él por su buena productividad y se comprometió a amparar su formación; a causa de eso, nació entre ellos una gran amistad que perduraría toda la vida.

### Sacerdocio
Gibbons decidió recibir órdenes clericales después de escuchar una homilía de Clarence A. Walworth, cofundador de los paulistas. En 1855, entró en el Colegio de San Carlos (St. Charles College) de Ellicott City, sobresaliendo entre sus compañeros que lo llamaban "dominus" ('señor') de modo cariñoso; además de que hacía deportes al aire libre para fortalecer su débil físico. Terminados los estudios en San Carlos, se inscribió en el seminario de Santa María en Baltimore en 1857. Sufrió un grave ataque de malaria durante sus estudios en el seminario, el cual probó su salud a tal punto que sus superiores casi lo consideraron inadecuado para el sacerdocio.
El 30 de junio de 1861 Gibbons fue ordenado presbítero por el arzobispo de Baltimore Francis Patrick Kenrick.
Se desempeñó como vicario en la iglesia de San Patricio en el distrito de Fells Point durante seis semanas, antes de volverse el primer párroco de la iglesia de Santa Brígida en el suburbio de Canton. Además de su desempeño en Santa Brígida, desarrolló su ministerio en la iglesia de San Lorenzo en el distrito de Locust Point y fue capellán de Fuerte McHenry durante la Guerra de Secesión, en la que apoyó a los Unionistas, a pesar de que nació y creció en los estados del Sur.
En 1865 Gibbons se vuelve secretario privado del arzobispo Martin John Spalding. Tuvo un papel en la preparación del Segundo Concilio Plenario de Baltimore que se desarrolló en octubre de 1866. A sugerencia de Spalding, los padres sinodales recomendaron la institución de un vicariato apostólico en Carolina del Norte y el nombramiento de Gibbons como vicario.

### Episcopado
El 3 de marzo de 1868 Gibbons fue nombrado vicario apostólico de Carolina del Norte y obispo titular de Adramittio por el papa Pío IX. Recibió la consagración episcopal el 16 de agosto del mismo año de las manos del arzobispo Spalding, co-consagrantes los obispos Patrick Neeson Lynch y Michael Domenec, C.M.. A la edad de 34 años, era uno de los obispos católicos más jóvenes en el mundo y era llamado "the boy bishop" ('el obispo joven').
Su vicariato apostólico, que comprendía la totalidad del Estado de Carolina del Norte, tenía menos de setecientos católicos. En las primeras cuatro semanas de su mandato, Gibbons recorrió casi mil millas, visitando ciudades y estaciones de misión y administrando los sacramentos. También se acercó a muchos protestantes, cuyo número era mucho mayor que el de los católicos, y predicó en sus iglesias. Gibbons suscitó muchas conversiones, pero creyendo inadecuadas a las exigencias las obras apologéticas disponibles, decidió escribir al respecto; Faith of our Fathers ("La fe de nuestros padres") se volverá la obra apologética de mayor éxito jamás escrita por un católico estadounidense. Dicho libro vendió dos millones de ejemplares cuando todavía vivía el autor.
Gibbons se volvió una figura popular, que atraía a multitudes a sus sermones. Conocía a todos los presidentes, desde Andrew Johnson hasta Warren G. Harding, y fue consejero de muchos de ellos.
De 1869 a 1870 Gibbons participó en el Concilio Vaticano I en Roma. A sus 35 años y 4 meses, a la apertura del Concilio, era el obispo estadounidense más joven ahí presente y el segundo más joven de la historia. Gibbons votó a favor del dogma de la infalibilidad papal. Durante su estancia en Europa quedó sorprendido por las dificultades existentes entre la Iglesia y los países europeos, en contraste con lo que ocurría en Estados Unidos.
En enero de 1872 asumió el cargo de administrador apostólico de la diócesis de Richmond, manteniendo su vicariato apostólico.
Gibbons fue sucesivamente nombrado obispo de Richmond el 30 de julio de 1872. Hizo su ingreso en la diócesis el 20 de octubre y permaneció ahí hasta mayo de 1877, cuando fue nombrado arzobispo coadjutor de Baltimore. En octubre del mismo año el arzobispo James Roosevelt Bayley murió y James Gibbons se volvió el nuevo arzobispo. Los pobladores de Baltimore, tanto católicos como otros cristianos, celebraron con gran alegría su llegada, pues se trataba del primer oriundo de la ciudad en ocupar el cargo de arzobispo de la misma.
En 1883 se celebró en Baltimore el tercer concilio plenario, en el cual se hizo un esfuerzo por atenuar los tonos. Inicialmente era contrario a la celebración de un concilio, por el temor que el «triunfalismo» católico pudiese atraer desconfianza y críticas del resto de la sociedad estadounidense. Como delegado apostólico nombrado por el papa León XIII pudo controlar el desarrollo del concilio y se aseguró de que los decretos estuvieran en armonía con las instituciones civiles, según el deseo del propio papa León XIII, quien se decía regocijado por el progreso espiritual de la Iglesia en los Estados Unidos. Además, el concilio tomó medidas sobre la formación de los sacerdotes y sobre la disciplina eclesiástica.
Gibbons apoyó la institución de la Universidad Católica de América y se convirtió en su primer canciller en 1887.

### Cardenalato
El Papa León XIII lo elevó al rango de cardenal de la Iglesia católica en el consistorio del 7 de junio de 1886, a 25 años y un día de su consagración sacerdotal, y fue el segundo estadounidense, después de John McCloskey, en alcanzar este honor. El 17 de marzo de 1887 recibió el título de Santa María en Trastevere. Su elección cardenalicia fue celebrada en su arquidiócesis por autoridades civiles y hasta por líderes no católicos, que observaron en él al hombre que comprendió profundamente la vida y las organizaciones estadounidenses, y que de mejor manera entendía el auténtico espíritu de los Estados Unidos. 
Participó en el cónclave de 1903 que eligió al Papa Pío X, aunque con motivo del cónclave de 1914 llegó después a la elección del Papa Benedicto XV.
Su tumba se encuentra en la Catedral de María Nuestra Reina en Baltimore.

## El conciliatorismo y la política
Gibbons repetía: «Para que Estados Unidos acepte al catolicisimo, la Iglesia debe aceptar a Estados Unidos». Esta era una posición que por un lado pedía a la Iglesia mayor apertura a la evolución social y política de los Estados Unidos, por otra parte indicaba a los Estados Unidos como país vanguardista en esta evolución.
Un espíritu de reconciliación entre dos mentalidades que otros consideraban contrapuestas puede remontarse también a una carta pastoral de 1884: «Un católico se siente como en casa en los Estados Unidos, por la influencia que la Iglesia ha ejercitado siempre en favor de los derechos individuales y de las libertades del pueblo. Un estadounidense concienzudo no puede sentirse a gusto en ninguna parte más que en la Iglesia católica, porque en ninguna otra parte puede respirar libremente la atmósfera de la verdad divina, que sola puede hacerlo libre».
Desde el punto de vista político, creía que la democracia representaba el futuro de los pueblos, mientras consideraba a las monarquías de los anacronismos en declive. La frase «Podría no ser tarea de la Iglesia el sustentar cualquier forma de gobierno y mucho menos a una forma moribunda» también resume su posición a favor de la separación Iglesia-Estado, que reafirmó en la homilía que pronunció en Roma con ocasión de la toma de posesión de su título cardenalicio: elogió el sistema estadounidense por demostrar que «es mejor separar a la Iglesia de la política a menos que la moralidad peligre, y este método es el más beneficioso para la Iglesia en todas las naciones». Inclusive si, por un lado, la preocupación de Gibbons era la de llevar a la Iglesia hacia las presiones del poder político, un discurso similar pronunciado en Roma diecisiete años después de la violación de la Puerta Pía, suscitó un escándalo y solo la benevolencia demostrada por el Papa León XIII lo hizo pasar como «una extravagancia estadounidense».

## La doctrina social y la pastoral del trabajo
Gibbons se empeñó en la protección de los trabajadores, un argumento de particular relevancia en una época en que muchos trabajadores católicos eran explotados durante la expansión industrial de la costa Este de los Estados Unidos. Dijo a este respecto: «Es el derecho de las clases obreras protegerse y el deber de todo el pueblo encontrar un remedio contra la avaricia, la opresión y la corrupción». Gibbons tuvo una influencia notable en la concesión del permiso del Papa a los católicos de poder adherirse a los sindicatos.
Gibbons defendió con éxito a los Knights of Labor ("Caballeros del Trabajo"). Ese sindicato había sido condenado por el episcopado canadiense con la aprobación de la Santa Sede, con la acusación de ser una sociedad secreta que se oponía a la religión. Después de haber recibido al leader del sindicato que llevaba el curioso título de Master Worker of the Knights ("Maestro Obrero de los Caballeros"), que era un católico practicante que le aseguró de no ser un masón, Gibbons llevó adelante sus investigaciones sobre el sindicato y concluyó que la condena había sido injusta y además dañina a la causa de la Iglesia, que fue expuesta a la acusación de favorecer al patronato contra los trabajadores asalariados. Con el apoyo del cardenal Henry Edward Manning consigue del Santo Oficio la revisión de la condena y su cancelación. Se ganó así la reputación de amigo de los trabajadores, aunque deploró la conciencia de clase y condenó las formas violentas de protesta.
Además tuvo un papel importante en la redacción de la encíclica Rerum Novarum, donde, siempre con el apoyo del cardenal Manning, logró modificar el texto original que admitía las sociedades mixtas de patrones y obreros, extendiendo la legitimidad también a las sociedades de solo obreros. Esta modificación marcó el beneplácito de la Iglesia católica hacia el sindicalismo moderno.

## Obras
Parte de la popularidad de Gibbons derivó de sus escritos. The Faith of Our Fathers ("La fe de nuestros padres", 1876) que es la más popular. También tuvieron gran difusión Our Christian Heritage ("Nuestras raíces cristianas", 1889), The Ambassador of Christ ("El embajador de Cristo", 1896), Discourses and Sermons ("Discursos y sermones", 1908) y A Retrospect of Fifty Years ("Una retrospectiva de cincuenta años", 1916). Contribuyó a numerosos ensayos y a revistas de gran difusión como North American Review ("Revisión norteamericana") y Putnams' Monthly ("Mensual de Putnams"). Su estilo era simple pero cautivador. Los protestantes estadounidenses a menudo le solicitaban a Gibbons una exposición de la posición católica sobre temas controvertidos.

## Condecoraciones
El presidente William Taft honró a Gibbons por sus contribuciones al quincuagésimo aniversario de su ordenación sacerdotal en 1911. En 1917 el presidente Theodore Roosevelt se refirió a Gibbons como el más venerado, respetado y útil ciudadano estadounidense.
En los últimos años de su vida fue considerado como la imagen viviente de la Iglesia católica en los Estados Unidos y a su muerte fue muy llorado. Era famoso por el apoyo dado al movimiento obrero en los Estados Unidos y por las muchas escuelas que habían sido investidas en su nombre. Mencken, que reservó sus más duras críticas para los ministros cristianos, escribió en 1921 después de la muerte de Gibbons: «Más presidentes buscaron el consejo del cardenal Gibbons: era un hombre de la más alta sagacidad, un político en el mejor sentido de la palabra y no hay rastro que haya guiado a la Iglesia a un pantano o a un callejón sin salida. Roma a menudo estuvo contra él, pero al final tuvo siempre lo mejor y tuvo razón siempre».